# Ernst Meyer (Maler)

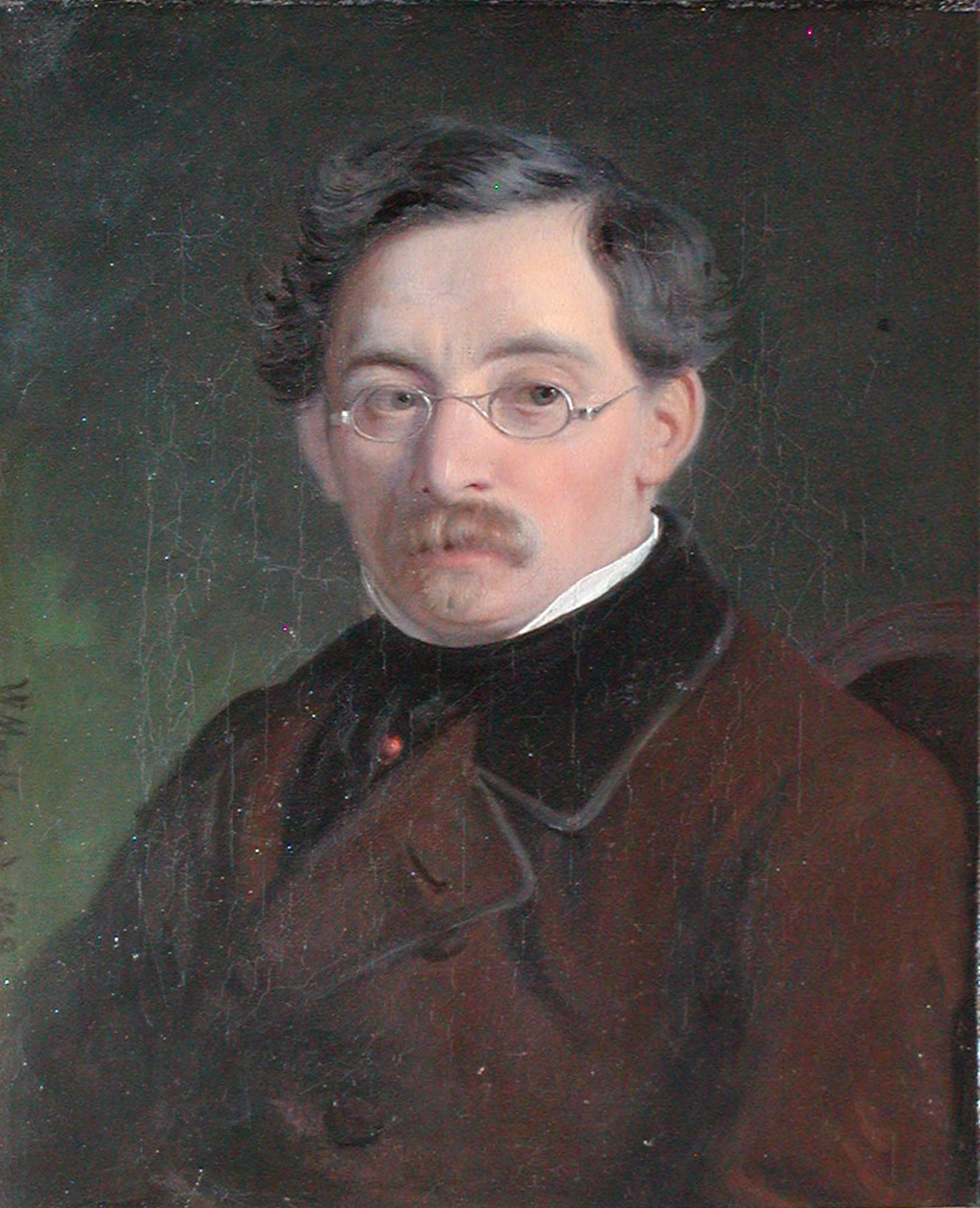
Ernst Meyer (1848)

Ernst Meyer (* 11. Mai 1797 in Altona; † 31. Januar 1861 in Rom) war ein deutsch-dänischer Genremaler.

## Leben
Ernst (Ahron) Meyer entstammte einer jüdischen Kaufmannsfamilie in Altona. Nach der Scheidung seiner Eltern kam er 1812 zu Verwandten nach Kopenhagen, wo er die Kunstakademie unter Christian August Lorentzen und Christoffer Wilhelm Eckersberg besuchte. 1816 und 1818 wurde er mit einer Silbermedaille ausgezeichnet; 1818 hielt er sich in Dresden auf. Als er 1819 in Kopenhagen im Wettbewerb um die Kleine Goldmedaille der Akademie scheiterte, ging er nach München. 1821 nahm er einen zweiten Anlauf, scheiterte aber erneut und wurde nach einem Eklat von der Akademie verwiesen. Meyer kehrte nach München zurück und wanderte 1824 mit seinem Studienfreund, dem Bildhauer Herman Wilhelm Bissen nach Italien, wo er – von mehreren Reisen abgesehen – bis zu seinem Lebensende blieb.
Meyers beliebtester Aufenthaltsort wurde das Bergdorf Olevano. 1825 reiste er nach Sizilien. Freundschaft verband ihn mit seinen Landsleuten Johann August Krafft, Johann Bravo, Friedrich Thöming, Rudolf Lehmann und Louis Gurlitt. Er gehörte zu den Stammgästen des legendären Caffè Greco in Rom und er war Teilnehmer der Künstlerfeste bei den Cervaro-Höhlen. Seit 1840 wurde seine Bewegungsfreiheit durch eine Erkrankung stark eingeschränkt, die er mit großer Selbstironie und gefürchtetem Spott überspielte. Zur Linderung seiner Beschwerden hielt er sich 1841 zwei Jahre in der Kaltwasserheilanstalt in Gräfenberg/Schlesien auf. In den Jahren 1841 und 1842 umwarb er dort Amalie Dorothea von Metz, verheiratete Kayser, und verehrte ihr das sogenannte „Schneeskizzenbuch“. Anschließend reiste er über Hamburg nach Kopenhagen, wo er sich 1843 mit der Akademie aussöhnte, die ihn zum Mitglied ernannte. Es folgte eine Reise nach England, Schottland, Schweden, Belgien und die Schweiz. 1845 war er wieder in Rom. Weitere Kuren folgten 1847 erneut in Gräfenberg und 1850 auf Helgoland, Interlaken und Baden-Baden, dazwischen lagen Aufenthalt in London und Paris.
Meyer fühlte sich als Kosmopolit und reagierte mit Widerwillen auf die sich 1848 in Rom unter den Künstlern zuspitzenden nationalen Gegensätze. Meyer ist auf dem jüdischen Friedhof in Rom begraben, sein Landsmann, der namhafte jüdische Emanzipationspolitiker Salomon Ludwig Steinheim, widmete ihm einen Nachruf.

## Leistungen
Meyer, der in Kopenhagen seine deutsche Herkunft betonte, machte 1819 auf Kunstausstellungen in Kopenhagen und Altona mit kleinformatigen Ölbildern zu Goethes Faust auf sich aufmerksam. In München illustrierte er unter dem Einfluss von Peter von Cornelius weiterhin deutsche Klassiker. Unter dem Einfluss von Ludwig Emil Grimm entstanden in München außerdem einige Radierungen mit Porträts bayerischer Volkstypen.
In Rom wandte sich Meyer dem italienischen Volksleben zu. Zunächst malte er leicht karikierende Darstellungen aus dem Alltag der Kapuziner, dann wandte er sich dem Volksleben zu, das er intensiv beobachtete und in rasch und flüchtig zu Papier gebrachten Zeichnungen festhielt, deren Gesamtzahl auf etwa 5000 geschätzt wird. Seinen Ruf als einer der führenden Genremaler begründete er mit zwei Pendants eines öffentlichen Briefschreibers, die Thorvaldsen erwarb und die Meyer mit leichten Abwandlungen häufig wiederholt hat. Unter seinen Studien sind auch Landschafts- und Architekturmotive hervorzuheben.
Eine krankheitsbedingte Lähmung machte ihm das Malen in Öl seit etwa 1850 unmöglich. Meyer ließ sich von einem französischen Maler in die Aquarelltechnik einführen und schuf in den letzten 15 Jahren seines Lebens kleinformatige Aquarelle, bei denen es sich zumeist um Wiederholungen seiner bekannten Genremotive handelte, die auf zwei bis drei Personen beschränkt sind.

## Werke
- Szene an einem Brunnen bei einem Kapuzinerkloster. 1827.
- Ein Straßenschreiber in Rom schreibt einen Brief für ein junges Mädchen. 1827. 62,2 × 69,3 cm. Thorvaldsen-Museum, Kopenhagen. (thorvaldsensmuseum.dk).
- Ein Straßenschreiber in Rom liest einem jungen Mädchen einen Brief vor. 1829. 62,2 × 69,3 cm. Thorvaldsen-Museum Kopenhagen. (thorvaldsensmuseum.dk).
- Am Marktplatz und Brunnen bei Tivoli. 1830. 52 × 67 cm. Altonaer Museum Hamburg.
- Eine Lazzaroni-Familie. 1831. 48,5 × 68,2 cm. Nationalgalerie Berlin. (spk-digital.de).
- Neapolitanische Fischerfamilie. 1833; Ankauf durch Prinz Christian Fredrik.
- Blick auf die Mamellen bei Olevano. 1836. 26 × 45,5 cm. Statens Museum for Kunst Kopenhagen. (smk.dk).
- Ein Knabe wird von seinen Eltern zum Kloster gebracht. 1836. 49 × 57 cm. Stiftung Schleswig-Holsteinische Landesmuseen Schloss Gottorf, Schleswig.
- Landung bei Capri. Seeleute bringen Reisende an Land, 1837
- Blick von Hafen in Procida auf den Vesuv. 1846. 27,5 × 39,5 cm. Museumsberg Flensburg.
- Zwei Freunde. Knabe auf einem Schwein seinen Mittagsschlaf haltend. mehrere Fassungen: Kopenhagen, Kunstmuseum, Hirschsprung-Sammlung, Nivaagaards Malerisamling; lithographiert von Johan Adolph Kittendorff